# Дауэс (лунный кратер)
Кратер Дауэс (лат. Dawes), не путать с кратером Дауэс на Марсе, — маленький молодой ударный кратер в юго-восточной части Моря Ясности на видимой стороне Луны. Название дано в честь английского астронома Уильяма Руттера Дейвса (1799—1868) и утверждено Международным астрономическим союзом в 1935 г. Образование кратера относится к коперниковскому периоду.

## Описание кратера

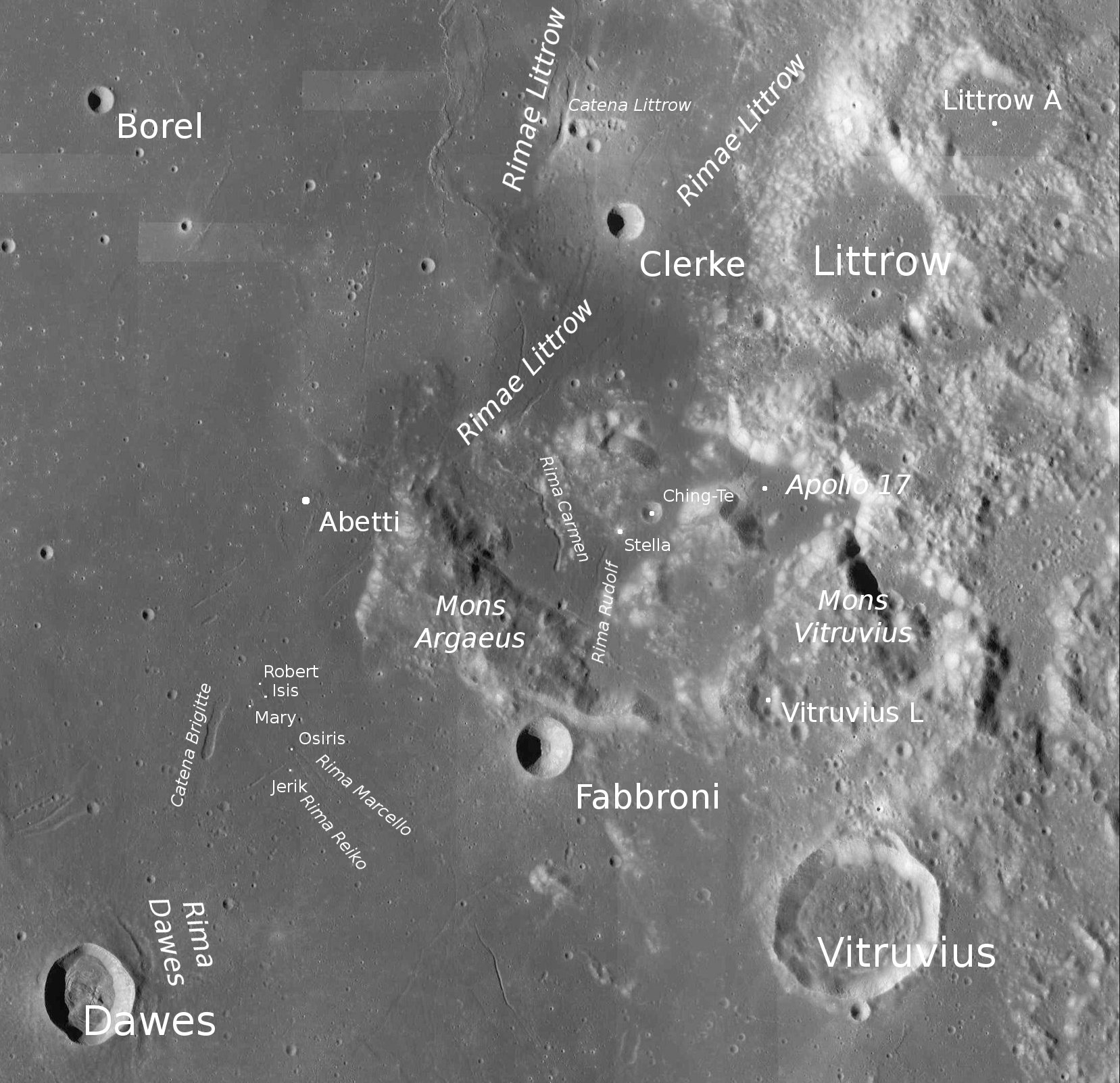
Окрестности кратера Дауэс. Снимок Lunar Reconnaissance Orbiter.

Ближайшими соседями кратера являются кратер Бракетт на западе; кратер Борель на севере; скопление крохотных кратеров Мария, Роберт, Исис, Иерик и Осирис на северо-востоке; кратер Фаброни на востоке-северо-востоке; кратер Витрувий на востоке; кратер Бекетов на востоке-юго-востоке; кратер Янсен на юго-востоке; кратер Каррель на юге и кратер Плиний на юго-западе. На западе от кратера Дауэс находятся борозды Плиния и мыс Архерузия; на северо-западе гряда Николя и гряды Листера; на северо-востоке цепочка кратеров Бриджитт, Аргея и борозда Кармен; на юго-западе борозда Янсена; на западе-юго-западе Гемские горы и Море Спокойствия. Селенографические координаты центра кратера 17°13′ с. ш. 26°20′ в. д. / 17,21° с. ш. 26,34° в. д., диаметр 17,6 км, глубина 2,3 км.

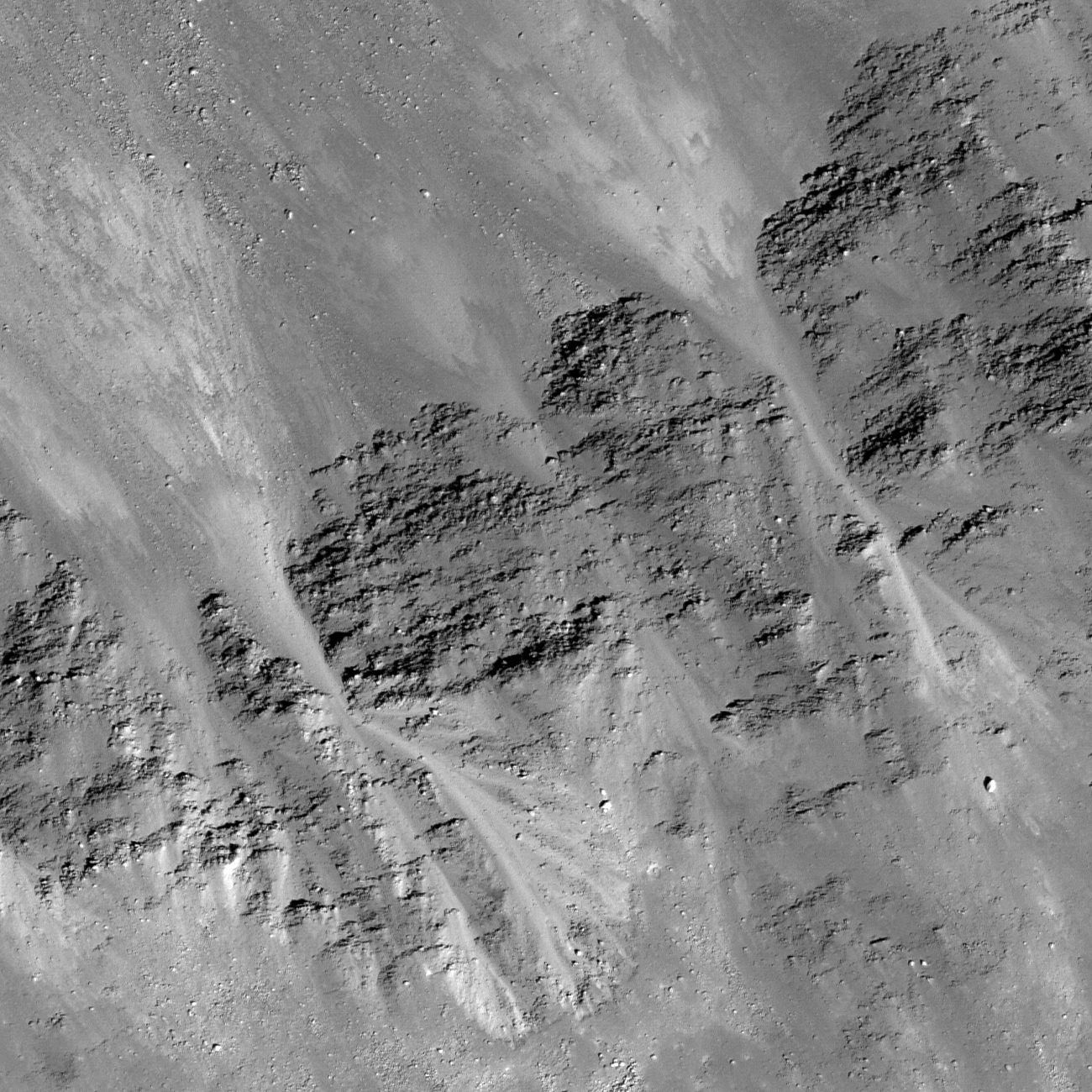
Осыпи пород по склону кратера Дауэс. Хорошо видны слои базальтовой лавы Моря Ясности. Снимок Lunar Reconnaissance Orbiter.

Кратер имеет форму близкую к овальной, практически не разрушен. Вал кратера с острой кромкой и гладким внутренним склоном. К западной части вала прилегает борозда Дауэса. Высота вала над окружающей местностью составляет 750 м. Дно чаши пересеченное, покрыто выбросами пород, упавшими после образования кратера, имеется небольшой центральный пик.
Детальное изучение внутреннего склона кратера выявило наличие на нем каналов и оврагов. Предполагается что их образование вызвано воздействием микрометеоритов, провоцирующих оползни пород. Оврагоподобные образования также встречаются на внутренних склонах некоторых кратеров на Марсе.
Кратер Дауэс включен в список кратеров с темными радиальными полосами на внутреннем склоне Ассоциации лунной и планетарной астрономии (ALPO). В кратере зарегистрированы термальные аномалии во время лунных затмений. Это явление объясняется небольшим возрастом кратера и отсутствием достаточного слоя реголита, оказывающего термоизолирующее действие. Явление характерно для большинства молодых кратеров.

## Сателлитные кратеры
Отсутствуют.